# Хомар-Багі
Хомар-Багі (перс. خمارباغي) — село в Ірані, у дегестані Есфандан, в Центральному бахші, шахрестані Коміджан остану Марказі. За даними перепису 2006 року, його населення становило 872 особи, що проживали у складі 215 сімей.

## Клімат
Середня річна температура становить 11,92°C, середня максимальна – 31,74°C, а середня мінімальна – -11,32°C. Середня річна кількість опадів – 272 мм.
| Клімат поселення                              | Клімат поселення | Клімат поселення | Клімат поселення | Клімат поселення | Клімат поселення | Клімат поселення | Клімат поселення | Клімат поселення | Клімат поселення | Клімат поселення | Клімат поселення | Клімат поселення | Клімат поселення |
| Показник                                      | Січ.             | Лют.             | Бер.             | Квіт.            | Трав.            | Черв.            | Лип.             | Серп.            | Вер.             | Жовт.            | Лист.            | Груд.            |                  |
| Середній максимум, °C                         | 7,28             | 9,68             | 14,47            | 19,74            | 24,17            | 30,81            | 31,74            | 30,66            | 26,03            | 20,65            | 13,73            | 7,92             |                  |
| Середня температура, °C                       | −2,02            | 0,37             | 5,17             | 10,46            | 14,86            | 21,51            | 25,40            | 24,32            | 19,70            | 14,31            | 7,38             | 1,58             |                  |
| Середній мінімум, °C                          | −11,32           | −8,92            | −4,12            | 1,14             | 5,56             | 12,21            | 19,06            | 17,99            | 13,37            | 7,96             | 1,04             | −4,75            |                  |
| Норма опадів, мм                              | 40               | 35               | 48               | 38               | 34               | 6                | 1                | 1                | 0                | 9                | 23               | 37               |                  |
| Середньомісячна швидкість вітру, м/с          | 1.83             | 1.99             | 3.02             | 3.18             | 2.69             | 2.51             | 2.58             | 2.43             | 2.22             | 2.20             | 1.94             | 1.34             |                  |
| Середньомісячна сонячна радіація, кДж/м²·день | 8863             | 12067            | 14542            | 18020            | 22147            | 26803            | 25986            | 23934            | 20701            | 15149            | 10795            | 8791             |                  |
| --------------------------------------------- | ---------------- | ---------------- | ---------------- | ---------------- | ---------------- | ---------------- | ---------------- | ---------------- | ---------------- | ---------------- | ---------------- | ---------------- | ---------------- |
| Джерело:                                      |                  |                  |                  |                  |                  |                  |                  |                  |                  |                  |                  |                  |                  |